# Dây gắm
Tránh nhầm lẫn với loài Gắm cây (Gnetum gnemon)
Dây gắm hay còn gọi gắm núi (danh pháp khoa học: Gnetum montanum) là một loài thực vật hạt trần trong họ Gnetaceae. Loài này được Markgr. mô tả khoa học đầu tiên năm 1930.
Thân leo trườn hóa gỗ, phân bổ trong rừng tự nhiên nơi có độ cao 200-1200m. Thân cành có tiết diện tròn hoặc bầu dục, có nếp nhăn dọc. Lá đơn mọc đối có kích thước và hình dạng thay đổi, có thể hình thuôn dài hoặc hình bầu dục, vật liệu phiến lá là da hoặc bán da, dài 10–25 cm, rộng 4–11 cm, đầu là tù hơi có mũi nhọn. Hoa mọc từ thân, cành, mùa hoa tháng 5-7. Quả hình bầu dục, dài 1,5–2 cm, đường kính 1-1,2 cm, khi chín có màu nâu hoặc nâu đỏ, mùa quả tháng 8-10.
Vỏ cho sợi có thể làm dây buộc. Hạt ăn được, có thể dùng rang lên hoặc ép lấy dầu. Kiến thức bản địa ở nước ta chưa thấy ghi chép việc dùng nhựa cây.

## Xem Thêm
Dây Gắm còn gọi là dây sót, dây mấu, dây gấm lót, vương tôn.
Tên khoa học Gnetum montanum Mgf., (Gnetum scandens Roxb, Gnetum edule Kurz. Gnetum latifolium Parl.)
Thuộc họ Dây gắm Gnetaceae.
A. Mô tả cây
Cây gắm là một loại dây mọc leo trên các cây to tới 10-12m, thân rất nhiều mấu. Lá mọc đối hình trứng, thuôn, dài tới 30 cm, rộng 12 cm. Hoa khác gốc. Nón đực mọc thành chùm dài 8 cm ở các mấu cành, phân nhánh 2 lần. Nón cái gồm nhiều “hoa”: Mọc vòng từ 20 hoa một. Quả có cuống ngắn, dài 12-26mm, rộng 11-13mm, bóng, trên phủ một lớp như sáp (Hình dưới).
B. Phân bố, thu hái và chế biến

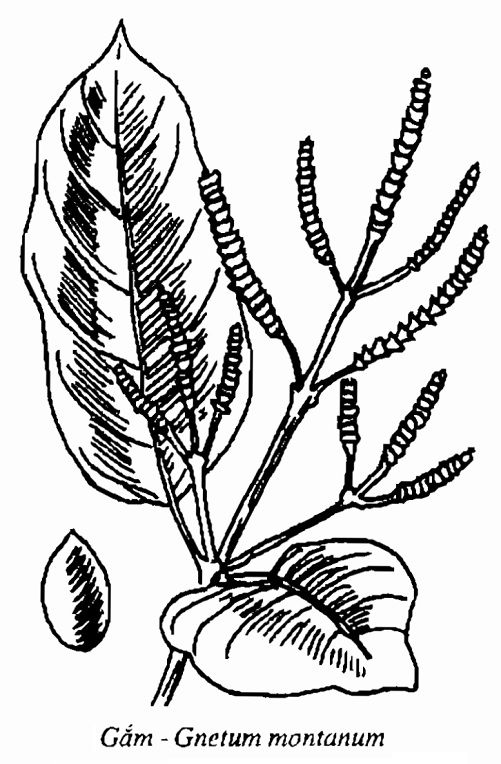
Hình vẽ Dây Gắm trích từ sách: Những cây thuốc và vị thuốc Việt Nam của GS-TS Đỗ Tất Lợi

Dây gắm mọc hoang tại các vùng rừng núi khắp nước ta, lạnh như rừng Sapa hay nóng như rừng Hà Giang, Tuyên Quang, Hà Tây đều có gặp. Thường người ta dùng quả để ăn, dây để làm chạc hay thừng buộc thuyền bè và làm thuốc.
C. Thành phần hoá học
Chưa thấy có tài liệu nghiên cứu
D. Công dụng và liều dùng
Trong nhân dân thường dùng dây gắm sắc uống làm thuốc giải các chất độc như bị sơn ăn, ngộ độc. 
Còn được dùng làm thuốc chữa sốt và sốt rét.
Ngày dùng 15 đến 20 hay 30g dưới dạng thuốc sắc hay ngâm rượu.
Nguồn:
1. Những cây thuốc và vị thuốc Việt Nam của GS-TS Đỗ Tất Lợi